# 야코프 베르누이
야코프 베르누이(독일어: Jakob Bernoulli 야코프 베르눌리[*], 1654년 12월 27일 ~ 1705년 8월 16일)는 스위스의 수학자이자 화학자이다. 니콜라우스의 아들인 야코프 베르누이는 니콜라스와 요한 베르누이의 형이자 다니엘 베르누이의 삼촌이다.

## 생애
스위스의 바젤에서 태어났다. 1676년 영국 여행 도중 로버트 보일과 로버트 후크를 만나, 그 후 과학과 수학의 연구에 일생을 바치게 되었다. 1682년부터는 바젤 대학교에서 교편을 잡았고 1687년에는 같은 대학의 수학 교수가 되었다.
베르누이는 고트프리트 라이프니츠와 교류를 가지며 라이프니츠로부터 미적분을 배웠고, 동생인 요한 베르누이와 공동연구를 하였다. 그의 초기의 업적인 《초월곡선》(1696)과 isoperimetry(1700, 1701)는 이 공동작업의 성과이다.
그는 사후 출판된 저서 《추측술》(推測術, 라틴어: Ars Conjectandi 아르스 코녝탄디[*])로 확률론에 크게 공헌하였다. 이 곳에 저술된 베르누이 시행과 베르누이 수는 그의 이름을 따 이름 붙여졌다.
또 '변분법'이라는 새로운 계산 방법을 만들어 내어 근대 수학에 큰 공헌을 하였다. 현수선·탄성 곡선의 문제를 해결하고, 확률론의 계통적 연구를 하였다.

## 추측술
오늘날 우리는 도박에서 경우의 수와 확률을 매우 밀접하게 생각한다. 하지만 18세기 초만 하더라도 그 둘은 멀리 떨어져 있었는데, 그 둘을 이어준 책이 바로 《추측술》이다.
베르누이, 야코프 (2013). 《추측술》. 조재근 역. 지식을만드는지식. ISBN 978-89-6680-419-1.